# Autostrada A5 (Slovenia)

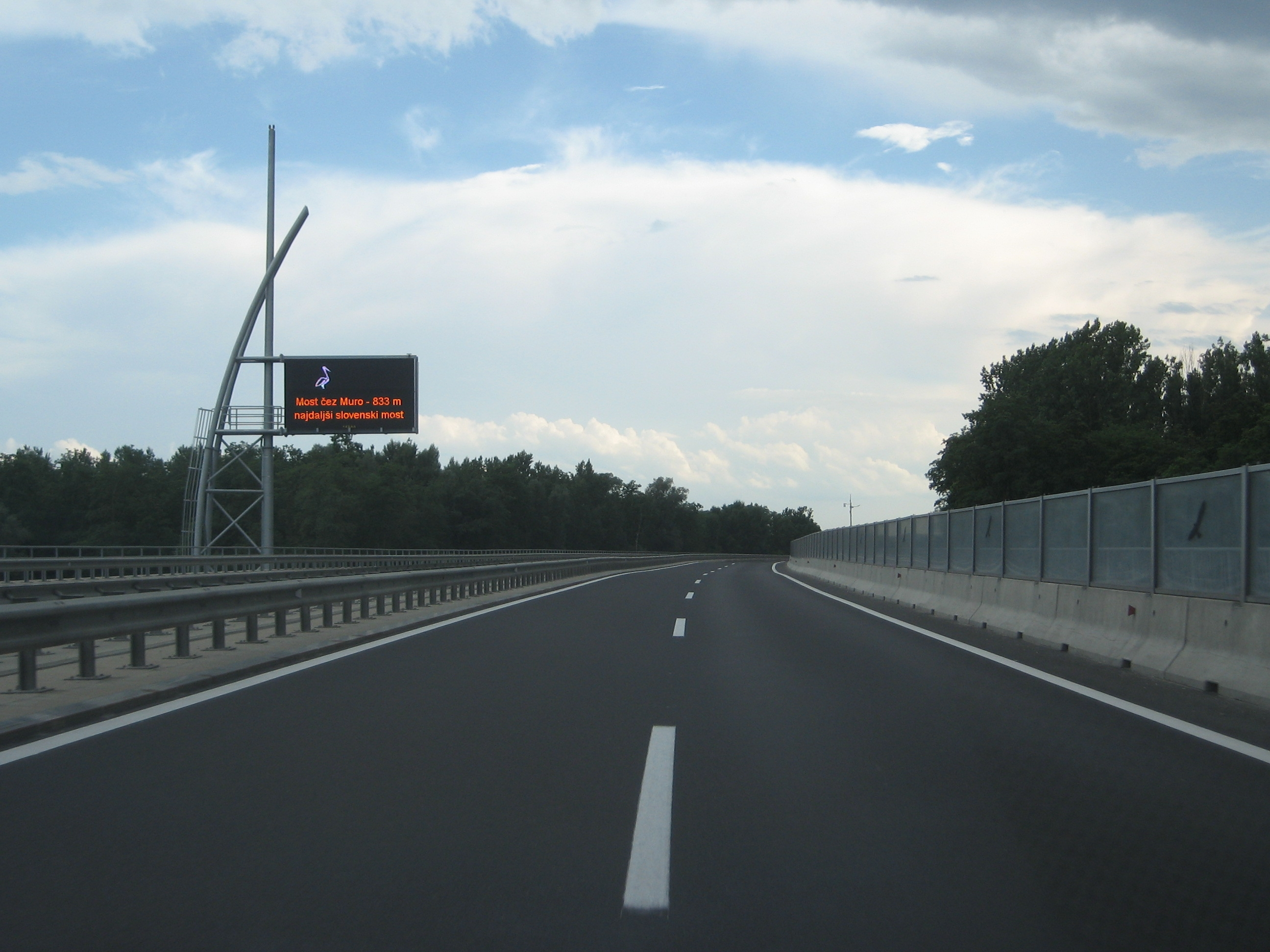
Immagine della A5

L'autostrada slovena A5 (Avtocesta A5 - Pomurska avtocesta) collega l'autostrada A1 con l'Ungheria tramite il confine di Pince. Allacciandosi presso Dragučova, attraversa la provincia slovena del Prekmurje, toccando le principali città dell'area fino al confine di stato. I lavori sono stati terminati nell'Ottobre 2008.
Il 19 agosto 2008 sono stati inaugurati 34 km di autostrada tra Beltinci e Pince (e quindi con l'autostrada ungherese M70 presso Tornyiszentmiklós, a breve distanza da Letenye) , assieme al raccordo tra la città di Lendava e il valico confinario di Dolga Vas/Rédics.
L'ultimo tratto tra Lenart e Vučja vas è accessibile al traffico dalla fine di ottobre 2008.
Dal 1º luglio 2008 è obbligatorio, su tutte le autostrade e superstrade, l'uso di un bollino per il pagamento del pedaggio, dal costo variabile a seconda del periodo di validità e del mezzo di trasporto. Dal 1º febbraio 2022 è entrata in vigore la vignetta elettronica (e-vignetta).
L'arteria fa parte della strada europea 653.

## Percorso
| A5 POMURSKA |                                         |        |      |                |
| Tipologia   | Indicazione                             | ↓km↓   | ↑km↑ | Strada europea |
|             | Dragučova Maribor - Ljubljana           | 0,0 km |      |                |
| (1)         | Pesnica                                 | x,x km |      |                |
| (2)         | Lenart                                  | x,x km |      |                |
|             | Area di Servizio "Lormanje"             | x,x km |      |                |
| (3)         | Senarska                                | x,x km |      |                |
| (4)         | Cerkvenjak                              | x,x km |      |                |
| (5)         | Sv. Jurij ob Ščavnici                   | x,x km |      |                |
| (6)         | Vučja vas                               | x,x km |      |                |
| (7)         | Murska Sobota                           | x,x km |      |                |
| (8)         | Beltinci                                | x,x km |      |                |
| (9)         | Gančani                                 | x,x km |      |                |
|             | Area di Servizio "Dolinsko"             | x,x km |      |                |
| (10)        | Turnišče                                | x,x km |      |                |
| (11)        | Dolga vas                               | x,x km |      |                |
| (12)        | Lendava                                 | x,x km |      |                |
|             | Area di Servizio "Pince"                | x,x km |      |                |
| (13)        | Pince                                   | x,x km |      |                |
|             | M70 Letenye Confine di Stato - Ungheria |        |      |                |